# Jeleniowsko-Staszowski Obszar Chronionego Krajobrazu
Jeleniowsko-Staszowski Obszar Chronionego Krajobrazu – obszar chronionego krajobrazu położony w województwie świętokrzyskim. Ma powierzchnię 315,24 km². Obejmuje tereny gmin: Baćkowice, Bogoria, Iwaniska, Klimontów, Łoniów, Rytwiany, Staszów i Osiek.
Jeleniowsko-Staszowski Obszar Chronionego Krajobrazu od zachodu graniczy z Chmielnicko-Szydłowskim Obszarem Chronionego Krajobrazu oraz otuliną Cisowsko-Orłowińskiego Parku Krajobrazowego, natomiast od północy z otuliną Jeleniowskiego Parku Krajobrazowego.
Na terenie obszaru nie ustanowiono żadnych rezerwatów przyrody. 